# Joegoslavische hockeyploeg (mannen)
De  Joegoslavische hockeyploeg voor mannen is de nationale ploeg die Joegoslavië vertegenwoordigde tijdens interlands in het hockey.
Het team kon zich kwalificeren voor het Europees kampioenschap in 1974, waar het op een twaalfde plaats eindigde.

## Erelijst Joegoslavische hockeyploeg
| Jaar | Champions Trophy | Europees kampioenschap | Olympische Spelen | Wereldkampioenschap | Hockey World League Hockey Pro League |
| ---- | ---------------- | ---------------------- | ----------------- | ------------------- | ------------------------------------- |
| 1920 |                  |                        | geen deelname     |                     |                                       |
| 1928 |                  |                        | geen deelname     |                     |                                       |
| 1932 |                  |                        | geen deelname     |                     |                                       |
| 1936 |                  |                        | geen deelname     |                     |                                       |
| 1948 |                  |                        | geen deelname     |                     |                                       |
| 1952 |                  |                        | geen deelname     |                     |                                       |
| 1956 |                  |                        | geen deelname     |                     |                                       |
| 1960 |                  |                        | geen deelname     |                     |                                       |
| 1964 |                  |                        | geen deelname     |                     |                                       |
| 1968 |                  |                        | geen deelname     |                     |                                       |
| 1970 |                  | geen deelname          |                   |                     |                                       |
| 1971 |                  |                        |                   | geen deelname       |                                       |
| 1972 |                  |                        | geen deelname     |                     |                                       |
| 1973 |                  |                        |                   | geen deelname       |                                       |
| 1974 |                  | 12e EK 1974 Madrid     |                   |                     |                                       |
| 1975 |                  |                        |                   | geen deelname       |                                       |
| 1976 |                  |                        | geen deelname     |                     |                                       |
| 1978 | geen deelname    | geen deelname          |                   | geen deelname       |                                       |
| 1980 | geen deelname    |                        | geen deelname     |                     |                                       |
| 1981 | geen deelname    |                        |                   |                     |                                       |
| 1982 | geen deelname    |                        |                   | geen deelname       |                                       |
| 1983 | geen deelname    | geen deelname          |                   |                     |                                       |
| 1984 | geen deelname    |                        | geen deelname     |                     |                                       |
| 1985 | geen deelname    |                        |                   |                     |                                       |
| 1986 | geen deelname    |                        |                   | geen deelname       |                                       |
| 1987 | geen deelname    | geen deelname          |                   |                     |                                       |
| 1988 | geen deelname    |                        | geen deelname     |                     |                                       |
| 1989 | geen deelname    |                        |                   |                     |                                       |
| 1990 | geen deelname    |                        |                   | geen deelname       |                                       |
| 1991 | geen deelname    | geen deelname          |                   |                     |                                       |
| 1992 | geen deelname    |                        | geen deelname     |                     |                                       |
| 1993 | geen deelname    |                        |                   |                     |                                       |
| 1994 | geen deelname    |                        |                   | geen deelname       |                                       |
| 1995 | geen deelname    | geen deelname          |                   |                     |                                       |
| 1996 | geen deelname    |                        | geen deelname     |                     |                                       |
| 1997 | geen deelname    |                        |                   |                     |                                       |
| 1998 | geen deelname    |                        |                   | geen deelname       |                                       |
| 1999 | geen deelname    | geen deelname          |                   |                     |                                       |
| 2000 | geen deelname    |                        | geen deelname     |                     |                                       |
| 2001 | geen deelname    |                        |                   |                     |                                       |
| 2002 | geen deelname    |                        |                   | geen deelname       |                                       |
| 2003 | geen deelname    | geen deelname          |                   |                     |                                       |